# Mircea Nedelciu
Mircea Nedelciu (n. 12 noiembrie 1950 Fundulea – d. 12 iulie 1999, București) a fost un scriitor român, considerat a fi unul dintre cei mai importanți reprezentanți ai curentului optzecist, ai postmodernismului în literatura română și un afiliat activ al mișcării artistice a minimalismului.

## Biografie
Este absolvent al Facultății de Filologie (secția română - franceză) a Universității București, promoția 1973. Încă din epoca studenției, devine membru activ al cenaclului Junimea, condus de profesorul și criticul literar Ovid S. Crohmălniceanu. Între anii 1970-1973 face parte din grupul de tineri scriitori de la Facultatea de Limba și Literatura Română a Universității București, care editează gazeta de perete Noii (alături de Gheorghe Crăciun, Gheorghe Ene, Ioan Flora, Gheorghe Iova, Ioan Lăcustă, Sorin Preda și Constantin Stan).
După absolvirea facultății, trăiește o vreme din slujbe provizorii (profesor navetist, ghid turistic etc.). Din 1982, lucrează ca librar la Editura Cartea Românească, un loc de întâlnire a scriitorilor tineri și provinciali, apoi ca funcționar la Uniunea Scriitorilor. Din 1990 conduce o asociație româno-franceză de difuzare editorială și susține câteva proiecte menite să primenească și să dinamizeze viața profesională a scriitorilor autohtoni. În 1988 se îmbolnăvește de o formă de leucemie, cu care se va lupta mai bine de un deceniu. Se stinge din viață pe 12 iulie 1999, la București, răpus de leucemie la vârsta de 48 de ani, și este înmormântat pe Aleea Scriitorilor din Cimitirul Bellu.

## Cariera literară
Debutează în 1979 cu volumul de proză scurtă Aventuri într-o curte interioară. Ulterior, publică proză scurtă, romane, critică literară, articole teoretice și de opinie. Devine membru al Uniunii Scriitorilor din România și este membru fondator al Asociației Scriitorilor Profesioniști din România - ASPRO. Are o intensă activitate jurnalistică, colaborând cu majoritatea revistelor literare și culturale din țară, și cu publicații din Franța, Ungaria, Polonia, Rusia și Germania.
Figurează cu texte teoretice, articole de opinie și proză scurtă în numeroase antologii de proză românească, printre care: Desant '83 (antologie îngrijită de Ovid S. Crohmălniceanu, 1983), Competiția continuă. Generația `80 în texte teoretice (antologie apărută în 1994), Arhipelag - proză scurtă contemporană (1970-1980) (antologie și prefață de Mircea Iorgulescu, 1981), Nuvela românească în deceniul opt (antologie și studiu introductiv de Cornel Regman, 1983), Generația `80 în proza scurtă (antologie de Gheorghe Crăciun și Viorel Marineasa, 1998) și secțiunea antologică a volumului Experimentul literar românesc postbelic (1998).

## Opera
- Aventuri într-o curte interioară (1979), proză scurtă
- Efectul de ecou controlat (1981), proză scurtă
- Amendament la instinctul proprietății (1983), proză scurtă
- Și ieri va fi o zi (1989), proză scurtă
- Povestea poveștilor generației '80 (1998)
- Zmeura de câmpie (1984), roman
- Tratament fabulatoriu (1986), roman
- Femeia în roșu (1990), roman scris împreună cu Adriana Babeți și Mircea Mihăieș și reluat în volumul V al Operelor publicate de editura Paralela 45 în 2016 sub îngrijirea lui Ion Bogdan Lefter, cu o fotografie a autorului de Emeric Robicsek și un incipit de William Totok.
- Zodia scafandrului (2000), roman neterminat, publicat postum.[2]

## Opere publicate în traducere
A fost tradus în limbile maghiară, germană, franceză, sârbă, rusă și engleză, apărând astfel în antologii de proză românească publicate în străinătate. Este prezent în antologia americană de proza românească The Phantom Church and Other Stories (University of Pittsburgh Press, 1996, traducere de Sharon King și Georgiana Fârnoagă). Postum, îi apare în Franța volumul La Danse du coq de bruyère suivi de Problèmes d`identité (traducere de Alain Paruit, Ed. L`Esprit des Péninsules / EST Samuel Tastet, Paris, 2000).

## Premii
- Premiul Uniunii Scriitorilor din România (1979, 1983, 1986, 1990)
- Premiul „Ion Creangă” al Academiei Române
- Premiul ASPRO pentru proză scurtă (1998)